# Жан ле Рон д'Аламбер
Жан ле Рон д'Аламбер (Париз, 16. новембар 1717 — Париз, 29. октобар 1783) француски математичар, физичар и филозоф. Уз Денија Дидроа, један је од најпознатијих енциклопедиста. Познат је и по својим математичким истраживањима (диференцијалне једначине, парцијални изводи).

## Детињство
Д'Аламбер је рођен 16. новембра 1717. у Паризу, као плод ванбрачне љубави списатељице и официра. Неколико дана касније, мајка га је оставила на степеницама цркве Сен Жан ле Рон у Паризу, која се налази у близини северне куле Богородичине цркве. Обичај је налагао да добије име свеца заштитника цркве и тако постаде Жан ле Рон. Првобитно је био у сиротишту, али је врло брзо пронашао хранитељску породицу, и то тако што га је усвојила жена једног занатлије, стаклоресца. Официр Детуш, иако није званично признавао очинство, старао се о његовом образовању плаћајући му школовање.

## Радна биографија
Са дванаест година уписао се на јансенитски колеџ Четири нације (познат и под именом колеџ Мазарен), где је студирао филозофију, право и уметност, да би 1738. постао адвокат. Напослетку, почео је да се занима за медицину и математику. Уписао се најпре под именом Даремберг, које је затим променио у д'Аламбер и које ће касније задржати током целога живота. Године 1739. објавио је свој први рад из области математике о грешкама које је био уочио у Рејноовом делу Доказана анализа, књизи штампаној 1708, из које се и сам д'Аламбер упознао са основама математике. Доцније, популарност коју је стекао захваљујућу свом раду о интегралном рачуну омогућила му је да постане члан Француске академије наука 1741, са свега 24 године. Две године касније, објавио је Трактат о динамици, у коме износи резултате својих истраживања о количини кретања.
Године 1746. Дидро је упознао д'Аламбера и ангажовао га за рад на свом пројекту Енциклопедије. Следеће године, Дидро и д'Аламбер преузели су руковођење пројектом. Године 1751, после пет година непрекидног рада преко две стотине састављача, изашао је први том Енциклопедије за коју је Уводну расправу написао управо д'Аламбер. Године 1757. дошло је до разлаза између њих двојице и д'Аламбер је напустио пројекат.
Постао је члан Берлинске академије наука са 28 година. Негде око 1750, када је имао 35 година, направио је заокрет у каријери поставши књижевник. Године 1754. д'Аламбер је изабран за члана Француске академије (фр. Académie Française); на месту секретара остао је све до 9. априла 1772. Број чланова ове академије је ограничен на 40, а он се налазио на позицији 25 у периоду 1754 — 1783.
Напустио је породичну кућу 1765. да би могао да ужива у платонској љубави са књижевницом Жили де Лепинас.
Д'Аламбер је био редовни посетилац париских салона, посебно оних гђе Жофрен и гђице Де Лепинас. Тамо је и упознао Дидроа.
Његов велики ривал у математици и физици у Академији наука био је Алексис Клеро.
Све до своје смрти у шездесет шестој години, 1783, наставио је да се бави научним радом. Угасио се на врхунцу славе, што је била својеврсна компензација за његов несрећни долазак на свет.

## Енциклопедија
Године 1745. д'Аламбер, који је већ тада био члан Академије наука, ангажован је да преведе на француски Циклопедију Енглеза Ефраима Чејмберса. Од једног обичног превода, пројекат је прерастао у уређивање оригиналног и јединственог дела — Енциклопедија или образложени речник науке, уметности и заната. Д'Аламбер је написао чувени Предговор, као и већину чланака из области математике и науке.

## Д'Аламберова теорема
У Трактату о динамици изложио је д'Аламберову теорему која гласи: сваки полином n-тог степена са комплексним коефицијентима има тачно n корена у {\displaystyle \mathbb {C} } (који нису нужно различити, треба водити рачуна о томе колико пута се појављује један исти корен). Ову теорему је доказао у XIX веку Карл Фридрих Гаус.

## Д'Аламберов критеријум за утврђивање конвергенције редова
Нека је {\displaystyle \sum a_{n}} ред са позитивним сабирцима и нека однос {\displaystyle {\frac {a_{n+1}}{a_{n}}}} тежи граничној вредности {\displaystyle L\geq 0}, (то јест {\displaystyle L=\lim _{n\rightarrow \infty }\left|{\frac {a_{n+1}}{a_{n}}}\right|}), тада за:
- L<1, дати ред, чији је општи члан {\displaystyle a_{n}}, конвергира
- L>1, дати ред дивергира
- за L=1, дати критеријум не тврди ништа

## Филозофија
Д'Аламбер се упознао са филозофијом на колеџу Четири нације, који је основао Мазарен и који су водили религиозни јансенисти и картезијанци. Више од филозофије интересовали су га древни језици и теологија (писао је о Посланици светог Павла Римљанима). По завршетку колеџа, дефинитивно је оставио по страни теологију посветивши се студијама права, медицине и математике. Првих година студија, сачуваће картезијанску традицију која ће заједно са њутновским принципима утрети пут савременом научном рационализму.
Рад на Енциклопедији са Дидроом и осталим мислиоцима тога доба омогућио му је да формализује своју филозофску мисао. Предговор Енциклопедије, инспирисан емпиристичком филозофијом Џона Лока и објављен у заглављу првог тома (1751), често је с правом сматран истинским манифестом просветитељске филозофије. У њему је истакнута директна веза између развоја науке и друштвеног напретка.
Савременик века просвећености, детерминиста и атеиста (у најмању руку деиста), д'Аламбер је, заједно са својим пријатељем Волтером, био зачетник борбе против религијског и политичког апсолутизма, кога је тако вешто разоткрио у својим филозофским чланцима писаним за Енциклопедију. Продуховљене анализе сваког домена људског знања које је изнео у Енциклопедији представљају доиста праву филозофију науке.
У Експерименталној филозофији, д'Аламбер је овако дефинисао филозофију: „Филозофија није ништа друго до примена разума на различите објекте на којима се он (разум) може вежбати.“

## Цитати
- „Само слобода делања и мишљења могу створити велике ствари.“
- „Да ли има више знања онај који каже да су два и два четири од оног који ће се задовољити да каже да су два и два — два и два?“
- „Превише читања може угушити генијалност.“
- „Да би неко стекао право да се диви грешкама великог човека, треба најпре да уме да их препозна, када их време стави на проверу.“
- „Природа човека, коме је образовање тако неопходно, нерешива је загонетка за самог човека, када је он (човек) осветљен само разумом.“
- „Музика која не слика ништа није ништа друго до буке.“
- „Немирни дух који ствара нешто ново увек је незадовољан оним што је постигао, јер жели да види и даље од тога.“

## Радови
- D'Alembert, Jean Le Rond (1743). Traité de dynamique (2nd изд.). Gabay (1990 reprint).
- D'Alembert, Jean Le Rond (1747a). „Recherches sur la courbe que forme une corde tenduë mise en vibration (Researches on the curve that a tense cord forms [when] set into vibration)”. Histoire de l'académie royale des sciences et belles lettres de Berlin. 3. стр. 214—219.
- D'Alembert, Jean Le Rond (1747b). „Suite des recherches sur la courbe que forme une corde tenduë mise en vibration (Further researches on the curve that a tense cord forms [when] set into vibration)”. Histoire de l'académie royale des sciences et belles lettres de Berlin. 3. стр. 220—249.
- D'Alembert, Jean Le Rond (1750). „Addition au mémoire sur la courbe que forme une corde tenduë mise en vibration”. Histoire de l'académie royale des sciences et belles lettres de Berlin. 6. стр. 355—60.
- Recherches sur differens points importans du systeme du monde (на језику: француски). 1. Paris: Michel Antoine David. 1754.
  - Recherches sur differens points importans du systeme du monde (на језику: француски). 2. Paris: Michel Antoine David. 1754.
  - Recherches sur differens points importans du systeme du monde (на језику: француски). 3. Paris: Michel Antoine David. 1756.
- D'Alembert, Jean Le Rond (1995). Preliminary Discourse to the Encyclopedia of Diderot. Превод: Schwab, Richard N.; Rex, Walter E. University of Chicago Press.
- Traité de dynamique (на језику: француски). Paris: Jean-Baptiste Coignard (3.). 1743.
- Mémoire sur le calcul intégral (1739), prima opera pubblicata
- Traité de l'équilibre et du mouvement des fluides (1744)
- Réflexions sur la cause générale des vents (1746)
- Recherches sur les cordes vibrantes (1747)
- Recherches sur la précession des equinoxes, et sur la mutation de l'axe de la terre, dans le systême newtonien. A Paris: Jean Baptiste Coignard. 1749.
- Éléments de musique, théorique et pratique. Lyon: Jombert, Charles Antoine; Bruyset, Jean-Marie (1.). 1759.
- Essai sur les éléments de philosophie (1759)
- Nouvelles expériences sur la résistance des fluides (на језику: француски). Paris: Jean François Louis Chardon. 1777.
- Éloges lus dans les séances publiques de l'Académie française (1779)
- Œuvres complètes, Éditions CNRS, 2002.  2-271-06013-3
- Encyclopédie ou dictionnaire raisonné des sciences, des arts et des métiers, Flammarion, 1993.  2-08-070426-5
- Nouvelles expériences sur la résistance des fluides, par mm. D'Alembert ... & l'Abbé Bossut ... A Paris: rue Dauphine, chez Claude-Antoine Jombert, fils ainé, libraire du Roi pour le Génie & l'Artillerie. 1777.
- Mélanges de littérature, de philosophie et d'histoire (на језику: енглески). London: printed for C. Henderson : and sold by T. Becket and P. A. De Hondt, in the Strand. 1764.
- [Opere] (на језику: француски). 1. Paris: A. Belin. 1821.
  - [Opere] (на језику: француски). 2. Paris: A. Belin. 1821.
  - [Opere] (на језику: француски). 3. Paris: A. Belin. 1821.
  - [Opere] (на језику: француски). 4. Paris: A. Belin. 1822.
  - [Opere] (на језику: француски). 5. Paris: A. Belin. 1822.
  - Oeuvres et correspondances inedites (на језику: француски). Paris: Librairie Académique Didier. 1887.